# Calcio alla XXVI Universiade
Il torneo di calcio della XXVI Universiade si è svolto a Shenzhen, Cina, dall'11 al 22 agosto 2011. Al torneo maschile hanno partecipato 16 rappresentative, a quello femminile 12.

## Podi

### Uomini
| Evento                     | Oro | Argento | Bronzo |
| Calcio maschile (dettagli) | Giappone Takuya Masuda Nagisa Sakurauchi Kazuki Oiwa Makoto Rindo Yusuke Higa Takahiro Nakazato Kohei Hattanda Kazuya Yamamura Takamitsu Tomiyama Yosuke Kawai Yuji Senuma Shun Takagi Masaki Miyasaka Yūichi Maruyama Mitsunari Musaka Akito Kawamoto Yosuke Yuzawa Shōgo Taniguchi Nobuyuki Shiina Shūhei Akasaki | Regno Unito Danny Alcock Graeme Law Jonathan Else Scott Cranston McCubbin Ryan John Batley Gary Robert Warren Craig Peter Moses Kieran Thomas Murphy Benjamin William Pugh Mark Thomas Anderson Jack Oliver Winter Danny Sleath Nicholas Dean Jupp Kyle Macaulay Andrew John Cook Dominic Langdon Gavin Malin James William Craigen Hector George Mackie Thomas Richard Thorley | Brasile Carlos Nunes Joao Jordao Junior Fernando Cunha Italo Silva Marcelo Silva Luiz Ciriaco Ronaldo Silva Thiago Florencio Anderson Silva Andre Santos Joao Sales Junior Caio Melo Janderson Silva Liniker Aniceto Dennys Amorim Eduardo Carvalho Luiz Paixao Ramon Cruz Jefersom Berger |

### Donne
| Evento                      | Oro | Argento | Bronzo |
| Calcio femminile (dettagli) | Cina Zhao Lili Xu Yanfen Guo Tianyi Wang Dongni Fan Tingting Bi Yan Wang Chen Li Wen Wang Shanshan Wang Lingling Zhao Rong Song Xiangjie Qu Shanshan Pang Fengyue Li Dongna Liu Jia Xing Wei Wang Fei Wang Shimeng | Giappone Mayu Funada Naoko Sakuramoto Momoko Sayama Rie Usui Aki Tago Shiho Kohata Natsuki Kishikawa Risa Ikadai Ami Ōtaki Hikari Nakade Kaoruko Suzuki Sakiko Ikeda Aya Noichi Marina Tanaka Izumi Osada Mayu Kubota Chiho Takahashi Ami Sugita Yuko Takeyama Takako Sugiyama | Brasile Domingias Vivioue Rozeane Souza Daiane Renata Diniz Karen Rocha Joice Costa Ketlen Wiggers Daniele Batista Debora Oliveira Thaís Guedes Mariel Anunciacao Adriana Costa Giovanna Oliveira Aline Xavier Adriana Oliveira Marcela Leandro Camila Oliveira Charly Wendy Derrett |

## Medagliere
| Posizione | Paese       |   |   |   | Totale |
| --------- | ----------- | - | - | - | ------ |
| 1         | Giappone    | 1 | 1 | 0 | 2      |
| 2         | Cina        | 1 | 0 | 0 | 1      |
| 3         | Regno Unito | 0 | 1 | 0 | 1      |
| 4         | Brasile     | 0 | 0 | 2 | 2      |
| Totale    | Totale      | 2 | 2 | 2 | 6      |